# Großbockenheim
Großbockenheim am nördlichen Ende der Deutschen Weinstraße im Weinanbaugebiet Pfalz war früher ein eigenständiges Winzerdorf und bildet seit 1956 zusammen mit dem zweiten Ortsteil Kleinbockenheim die Ortsgemeinde Bockenheim an der Weinstraße im Landkreis Bad Dürkheim in Rheinland-Pfalz.

## Geographische Lage
Großbockenheim erstreckt sich in einer Mulde wenige hundert Meter südlich eines Hügels, auf dem Kleinbockenheim liegt und der zur Region Weinstraße gehört. Mit Kleinbockenheim ist der Ort baulich inzwischen zusammengewachsen, so dass eine räumliche Trennung kaum mehr erkennbar ist. Zu Großbockenheim gehören unter anderem die Stiegelgasse und der größte Teil der innerörtlichen Weinstraße.

## Geschichte
In einer Urkunde vom 5. Januar 1285 wird zum ersten Mal unterschieden zwischen Bockenheim superior = Großbockenheim und Bockenheim inferior = Kleinbockenheim. Bei der Teilung des Hauses Leiningen in zwei Hauptäste in den Jahren 1317/1318 erhielt Jofried mit Sitz auf der Hartenburg u. a. Bockenheim, Kindenheim, Gössesheim, Colgenstein-Heidesheim und Mühlheim. 
Die Pfarrkirche von Großbockenheim gehörte der Abtei Otterberg, ebenso wie das Patronatsrecht über eine Kapelle im Dorf und es besaß hier weitere Güter. Als Kurfürst Friedrich III. von der Pfalz das Kloster 1563 aufhob, zog er auch die Güter der Klosterschaffnerei Mittelbockenheim ein. Von da an bestand sie als Kurpfälzische Schaffnerei Bockenheim weiter. Bis zum Ende des 18. Jahrhunderts gehörte Großbockenheim weiter zur Linie Leiningen-Dagsburg-Hardenburg.
Von 1798 bis 1814, als die Pfalz Teil der Französischen Republik (bis 1804) und anschließend Teil des Napoleonischen Kaiserreichs war, war Grosbockenheim – so die damalige Schreibweise – in den Kanton Grünstadt eingegliedert und besaß eine eigene Mairie. 1815 hatte der Ort insgesamt 600 Einwohner. Von 1818 bis 1862 war Groß-Bockenheim Bestandteil des Landkommissariat Frankenthal, das anschließend in ein Bezirksamt umgewandelt wurde.
1928 hatte der Ort 970 Einwohner, die in 180 Wohngebäuden lebten. Sowohl die Katholiken als auch die Protestanten besaßen seinerzeit eine Pfarrei vor Ort. Außerdem existierte eine Synagoge der jüdischen Gemeinde, die 1938 in der Reichspogromnacht zerstört wurde. 1938 wurde der Ort in den Landkreis Frankenthal eingegliedert. Nach dem Zweiten Weltkrieg wurde Großbockenheim innerhalb der französischen Besatzungszone Teil des damals neu gebildeten Landes Rheinland-Pfalz. 1956 wurde Großbockenheim mit der Nachbargemeinde Kleinbockenheim zur neuen Gemeinde Bockenheim an der Weinstraße zusammengelegt. Im Zuge der ersten rheinland-pfälzischen Verwaltungsreform wechselte der Ort in den neu geschaffenen Landkreis Bad Dürkheim. In der Folgezeit wurde die Lücke zwischen Klein- und Großbockenheim immer kleiner, weil die Gemeinde Bockenheim und die von 1972 bis 2017 existierende Verbandsgemeinde Grünstadt-Land dort unter anderem das Bürgerhaus Emichsburg, den Festplatz und das Haus der Deutschen Weinstraße angelegt haben.

## Wappen
|                           | Großbockenheim |
| Wappen von Großbockenheim | Blasonierung: „In Silber auf gebogenem grünem Grund ein steigender schwarzer Ziegenbock.“ |
| Wappen von Großbockenheim | Wappenbegründung: Für das Jahr 1550 ist ein Gerichtssiegel mit dem Siegel der Abtei Otterberg belegt. Seit 1719 ist ein Gemeinde-, seit 1724 ein Gerichtssiegel Großbockenheims bekannt, welches übereinstimmend den Ziegenbock zeigen, wie er auch 1817 nachgewiesen ist. Im 19. Jahrhundert war dieses Wappen in Großbockenheim gebräuchlich, wenn auch in unterschiedlicher Farbgebung. So war man sich im Jahre 1841 nicht über die Farbe einig. Während der Reichsherold einen blauen Bock vorschlug, genehmigte König Ludwig I. am 27. Juni 1841 gemäß der ihm vorgelegten Zeichnung das Wappen mit schwarzem Bock. Wappen der vormals eigenständigen Gemeinde |

## Verkehr
Mitten durch den Ort verläuft die Deutsche Weinstraße, die in diesem Bereich identisch mit der Bundesstraße 271 ist. Am nordöstlichen Ortsrand befindet sich der 1873 eröffnete Bahnhof Bockenheim-Kindenheim an der Strecke der Pfälzischen Nordbahn, der als gemeinsame Bahnstation mit Kleinbockenheim und Kindenheim ausgelegt war. 1984 wurde der Personenverkehr eingestellt, 1995 jedoch reaktiviert.

## Sehenswürdigkeiten
Vor Ort befinden sich insgesamt 17 Objekte, die unter Denkmalschutz stehen, darunter westlich des Siedlungsgebiets die von Weinbergen umgebene Heiligenkirche.

## Persönlichkeiten

### Söhne und Töchter des Ortes
- Jakob Kautz (ca. 1500–1532), Theologe und Reformator
- Jakob Christmann (1851–1919), württembergischer Oberamtmann
- Anton Straub (1852–1931), katholischer Priester, Jesuit, Theologe und Buchautor
- Arthur Kullmer (1896–1953), General der Infanterie und Ritterkreuzträger
- Karl-Heinz Spieß (* 1948), Historiker

### Personen, die vor Ort gewirkt haben
- Johann Friedrich Abegg (1718–1789), war von 1767 bis 1787 Pfarrer vor Ort.
- Karl Ludwig von Leiningen-Dagsburg-Emichsburg erlaubte in der katholischen Kirche Gottesdienste.
- Caspar II. Lerch erwarb in Großbockenheim Ländereien.
- Joseph Max von Vallade starb vor Ort.